# Deutsche Leichtathletik-Meisterschaften 1981
Die 81. Deutschen Leichtathletik-Meisterschaften wurden vom 17. bis 19. Juli 1981 in Gelsenkirchen im Parkstadion ausgetragen.

## Wettbewerbsprogramm
Im Mehrkampf der Frauen gab es eine Änderung. Wie auch international nun üblich wurde der bisher ausgetragene Fünfkampf ersetzt durch den Siebenkampf.

## Ausgelagerte Disziplinen
Wie in den Jahren zuvor wurden weitere Meisterschaftstitel an verschiedenen anderen Orten vergeben, in der folgenden Auflistung in chronologischer Reihenfolge benannt.
- Crossläufe – Berlin, 28. Februar mit Einzel- / Mannschaftswertungen für Frauen und Männer auf jeweils zwei Streckenlängen (Mittel- / Langstrecke)
- 25-km-Straßenlauf – Neumünster, 4. April mit Einzel- / Mannschaftswertungen für Frauen und Männer
- Marathonlauf – Orsoy, 25. April mit Einzel- / Mannschaftswertungen für Frauen und Männer[2]
- 5-km Gehen (Frauen) / 50-km-Gehen (Männer) – Wolfsburg, 25. April mit Einzelwertungen sowie einer Mannschaftswertung bei den Männern
- 10.000 m der Männer / 3000 m der Frauen – Fürth, 30. Mai
- Langstaffeln, Frauen: 3 × 800 m / Männer: 4 × 800 m und 4 × 1500 m – Flensburg, 1. August im Rahmen der Deutschen Jugendmeisterschaften
- Mehrkämpfe (Frauen: erstmals Sieben- anstelle des Fünfkampfs) / (Männer: Zehnkampf) – Lage, 8./9. August mit Einzel- und Mannschaftswertungen

## Rekorde
Es gab vier bundesdeutsche Rekorde (BR) sowie zwei neue deutsche Rekorde für Vereinsstaffeln (DRV) bei den Wettbewerben der Langstaffeln.
- Bundesdeutsche Rekorde:
  - 25-km-Straßenlauf: 1:15:09 h – Andreas Weniger (TSV 1860 München)
  - 25-km-Straßenlauf: 1:25:44 h – Charlotte Teske (ASC Darmstadt)
- Marathonlauf: 2:33:13 h – Charlotte Teske (ASC Darmstadt)
  - Siebenkampf: 6357 P – Sabine Everts (LAV Düsseldorf)
- Deutsche Rekorde für Vereinsstaffeln:
  - 4 × 800 m: 7:16,3 min – MTV Ingolstadt (Armin Steller, Herbert Stark, Hans Lang, Hans-Peter Ferner)
  - 4 × 1500 m: 15:01,5 min – LG Bayer Leverkusen (Peter Belger, Paul-Heinz Wellmann, Karl Fleschen, Harald Hudak)

## Medaillengewinner, Männer
Die folgende Übersicht fasst die Medaillengewinner und -gewinnerinnen zusammen. Eine ausführlichere Übersicht mit den jeweils ersten acht in den einzelnen Disziplinen findet sich unter dem Link Deutsche Leichtathletik-Meisterschaften 1981/Resultate.
| Disziplin                                   | Gold                                                                                       | Leistung          | Silber                                                                                       | Leistung        | Bronze                                                                                 | Leistung        |
| ------------------------------------------- | ------------------------------------------------------------------------------------------ | ----------------- | -------------------------------------------------------------------------------------------- | --------------- | -------------------------------------------------------------------------------------- | --------------- |
| 100 m (Wind: +1,7)                          | Christian Haas (LAC Quelle Fürth)                                                          | 10,31 s00000      | Ingo Froböse (ASV Köln)                                                                      | 10,40 s00       | Richard Luxenburger (LAC Quelle Fürth)                                                 | 10,45 s00       |
| 200 m (Wind: +3,2)                          | Erwin Skamrahl (Post-SV Hannover)                                                          | 20,25 s00000      | Karlheinz Weisenseel (LAC Quelle Fürth)                                                      | 20,70 s00       | Christian Haas (LAC Quelle Fürth)                                                      | 20,72 s00       |
| 400 m                                       | Hartmut Weber (OSC Thier Dortmund)                                                         | 46,28 s00000      | Erwin Skamrahl (Post-SV Hannover)                                                            | 46,40 s00       | Martin Weppler (VfB Stuttgart)                                                         | 46,53 s00       |
| 800 m                                       | Willi Wülbeck (TV Wattenscheid)                                                            | 1:49,18 min000    | Hans-Peter Ferner (MTV Ingolstadt)                                                           | 1:49,60 min     | Thomas Wilking (OSC Thier Dortmund)                                                    | 1:49,77 min     |
| 1500 m                                      | Thomas Wessinghage (ASV Köln)                                                              | 3:39,10 min000    | Harald Hudak (LG Bayer Leverkusen)                                                           | 3:39,53 min     | Andreas Baranski (LAV Ludwigshafen)                                                    | 3:41,51 min     |
| 5000 m                                      | Karl Fleschen (LG Bayer Leverkusen)                                                        | 13:40,45 min000   | Christoph Herle (LAC Quelle Fürth)                                                           | 13:42,74 min    | Frank Zimmermann (SCC Berlin)                                                          | 13:43,01 min    |
| 10.000 m                                    | Karl Fleschen (LG Bayer Leverkusen)                                                        | 28:25,72 min000   | Hans-Jürgen Orthmann (VfL Wehbach)                                                           | 28:26,30 min    | Christoph Herle (LAC Quelle Fürth)                                                     | 28:27,01 min    |
| 25-km-Straßenlauf                           | Andreas Weniger (TSV 1860 München)                                                         | 1:15:09 h BR0000  | Norbert Rautenberg (LC Mengerskirchen)                                                       | 1:15:14 h000    | Ingo Sensburg (LG Süd Berlin)                                                          | 1:15:16 h000    |
| 25-km-Straßenlauf, Mannschaftswertung       | LAC Quelle FürthEdmundo Warnke Reinhard Leibold Walter Herrmann                            | 3:50:06 h0000000  | TSG OberurselHans-Werner Pietschmann Klaus Orthen Haag                                       | 3:51:01 h000    | LG Gut-Heil Neumünster / TSV KronshagenRüdiger Grube Roland Szymaniak Rainer Ziplinsky | 3:51:45 h000    |
| Marathon                                    | Ralf Salzmann (LG Frankfurt)                                                               | 2:15:42 h0000000  | Michael Spöttel (LG Kreis Verden)                                                            | 2:17:18 h000    | Rüdiger Grube (LG Gut-Heil Neumünster / TSV Kronshagen)                                | 2:18:12 h000    |
| Marathon, Mannschaftswertung                | LAC Quelle FürthGünter Zahn Reinhard Leibold Clemens Schneider-Strittmatter                | 7:07:04 h0000000  | LG Gut-Heil Neumünster / TSV KronshagenRüdiger Grube Bernd-Joachim Deters Roland Szymaniak   | 7:09:45 h       | LG FrankfurtRalf Salzmann Hans-Otto Schirmer Peter Bühler                              | 7:11:13 h       |
| 110 m Hürden (Wind: +4,7)                   | Karl-Werner Dönges (VfL Sindelfingen)                                                      | 13,56 s00000      | Peter Scholz (Eintracht Frankfurt)                                                           | 13,72 s00       | Hans-Gerd Klein (LG Bayer Leverkusen)                                                  | 13,87 s00       |
| 400 m Hürden                                | Harald Schmid (TV Gelnhausen)                                                              | 48,64 s00000      | Frank Czioska (USC Heidelberg)                                                               | 50,43 s00       | Wolfgang Richter (LG Bayer Leverkusen)                                                 | 50,85 s00       |
| 3000 m Hindernis                            | Patriz Ilg (LAC Quelle Fürth)                                                              | 8:32,24 min000    | Michael Längler (Dorstener LC)                                                               | 8:33,80 min     | Rainer Schwarz (LG Gauting/Stockdorf)                                                  | 8:35,21 min     |
| 4 × 100 m Staffel                           | SV Salamander KornwestheimPeter Klein Dieter Gebhard Bernd Sattler Jürgen Koffler          | 39,70 s00000      | LAC Quelle FürthChristian Zirkelbach Richard Luxenburger Karlheinz Weisenseel Christian Haas | 39,76 s00       | ASV KölnIngo Froböse Michael Düsing Joachim Busse Daniel Schlotterbeck                 | 40,10 s00       |
| 4 × 400 m Staffel                           | LG Bayer LeverkusenChristoph Trappe Franz-Peter Hofmeister Joachim Rabstein Bernd Herrmann | 3:06,80 min000    | OSC Thier DortmundRalf Oehmen Jörg Vaihinger Thomas Wilking Mark Henrich                     | 3:09,04 min     | ASV KölnSchneider Michael Düsing Karsten Franz-Josef Löhrer                            | 3:09,14 min     |
| 4 × 800 m Staffel                           | MTV IngolstadtArmin Steller Herbert Stark Hans Lang Hans-Peter Ferner                      | 7:16,3 min DRV    | LG Bayer LeverkusenJürgen Thiel Rüdiger Möhler Dieter Riebe Harald Hudak                     | 7:16,5 min      | VfB StuttgartWolfgang Funk Matthias Assmann Hans Allmandinger Herbert Wursthorn        | 7:16,9 min      |
| 4 × 1500 m Staffel                          | LG Bayer LeverkusenPeter Belger Paul-Heinz Wellmann Karl Fleschen Harald Hudak             | 15:01,5 min DRV   | LAC Quelle FürthWolfgang Huschke Christoph Herle Klaus-Peter Nabein Patriz Ilg               | 15:05,2 min     | ASV KölnJaroschek Manfred Nellesen Henning von Papen Thomas Wessinghage                | 15:06,0 min     |
| 20-km-Gehen                                 | Alfons Schwarz (LAC Quelle Fürth)                                                          | 1:29:29 h0000000  | Karl Degener (VfL Wolfsburg)                                                                 | 1:29:48 h000    | Klaus Schäfer (SV 09 Otterberg)                                                        | 1:32:27 h000    |
| 20-km-Gehen, Mannschaftswertung             | LAC Quelle FürthAlfons Schwarz Michael Holder Robert Mildenberger                          | 4:35:16 h0000000  | VfL WolfsburgKarl Degener Jürgen Meyer Michael Ritter                                        | 4:39:54 h000    | Eintracht Bad KreuznachHeinrich Schubert Jürgen Kauer Gerd Birnstock                   | 4:45:34 h000    |
| 50-km-Gehen                                 | Karl Degener (VfL Wolfsburg)                                                               | 4:07:40 h0000000  | Heinrich Schubert (Eintracht Bad Kreuznach)                                                  | 4:12:50 h000    | Walter Schwoche (Eintracht Hildesheim)                                                 | 4:13:48 h000    |
| 50-km-Gehen, Mannschaftswertung             | VfL WolfsburgKarl Degener Jürgen Meyer Michael Ritter                                      | 12:59:03 h0000000 | Eintracht Bad KreuznachHeinrich Schubert Jürgen Kauer Gerd Birnstock                         | 13:12:19h000    | LAC Quelle FürthRobert Mildenberger Alfons Schwarz Herbert Jeschke                     | 13:33:59 h000   |
| Hochsprung                                  | Dietmar Mögenburg (LG Bayer Leverkusen)                                                    | 2,30 m            | Carlo Thränhardt (ASV Köln)                                                                  | 2,27 m          | Gerd Nagel (LG Frankfurt)                                                              | 2,24 m          |
| Stabhochsprung                              | Gerhard Schmidt (VT Zweibrücken)                                                           | 5,45 m            | Günther Lohre (SV Salamander Kornwestheim)                                                   | 5,40 m          | Gerald Heinrich (USC Mainz)                                                            | 5,35 m          |
| Weitsprung                                  | Joachim Busse (ASV Köln)                                                                   | 8,12 m            | Jörg Klocke (TV Wattenscheid 01)                                                             | 8,05 m          | Jens Knipphals (VfL Wolfsburg)                                                         | 7,93 m          |
| Dreisprung                                  | Peter Bouschen (DJK Agon 08 Düsseldorf)                                                    | 16,52 m           | Wolfgang Kolmsee (LAC Quelle Fürth)                                                          | 16,48 m         | Armin Huber (LG Ortenau)                                                               | 16,12 m         |
| Kugelstoßen                                 | Ralf Reichenbach (LG Süd Berlin)                                                           | 19,71 m           | Joachim Krug (LG Bayer Leverkusen)                                                           | 18,85 m         | Udo Gelhausen (LG Bayer Leverkusen)                                                    | 18,74 m         |
| Diskuswurf                                  | Alwin Wagner (USC Mainz)                                                                   | 63,20 m           | Rolf Danneberg (LG Wedel-Pinneberg)                                                          | 60,54 m         | Werner Hartmann (VfL Buchloe)                                                          | 60,26 m         |
| Hammerwurf                                  | Karl-Hans Riehm (TV Wattenscheid 01)                                                       | 78,72 m           | Klaus Ploghaus (ASC Darmstadt)                                                               | 75,66 m         | Manfred Hüning (LAZ bellanett Rhede)                                                   | 74,38 m         |
| Speerwurf                                   | Helmut Schreiber (USC Heidelberg)                                                          | 86,82 m           | Wolfram Gambke (LG Wedel-Pinneberg)                                                          | 83,06 m         | Klaus Tafelmeier (LG Bayer Leverkusen)                                                 | 78,72 m         |
| Zehnkampf, 1965er W. 2. Zeile: 1985er Wert. | Andreas Rizzi (MTG Mannheim)                                                               | 8207 P (8155 P)   | Jürgen Hingsen (LAV Bayer Uerdingen / Dormagen)                                              | 8168 P (8146 P) | Guido Kratschmer (USC Mainz)                                                           | 8066 P (8029 P) |
| Zehnkampf, Mannschaftswertung               | USC MainzSiegfried Wentz Guido Kratschmer Jens Schulze                                     | 23.946 P          | LAV Bayer Uerdingen / DormagenJürgen Hingsen Claus Marek Dieter Leyckes                      | 23.101 P        | TSV 1860 MünchenHerbert Peter Franz Mayr Jörg Lorenz                                   | 23.040 P        |
| Crosslauf Mittelstrecke – 5350 km           | Patriz Ilg (LAC Quelle Fürth)                                                              | 16:03,59 min000   | Eberhard Weyel (TV Wattenscheid 01)                                                          | 16:06,58 min    | Andreas Weniger (TSV 1860 München)                                                     | 16:06,58 min    |
| Crosslauf Mittelstrecke, Mannschaftswertung | TV Wattenscheid 01Eberhard Weyel Wolf-Dieter Poschmann Martin Lüchtefeld                   | Pl.-Ziff. 24      | TuS Rot-Weiß KoblenzHerbert Stephan Franz-Josef Weihrauch Christian Collisy                  | Pl.-Ziff. 51    | LAV Rala LudwigshafenAndreas Baranski Ralf Eckert Johannes Eisinger                    | Pl.-Ziff. 56    |
| Crosslauf Langstrecke – 10.600 m            | Christoph Herle (LAC Quelle Fürth)                                                         | 32:00,38 min000   | Günter Zahn (LAC Quelle Fürth)                                                               | 32:24,30 min    | Detlef Uhlemann (LG Jägermeister Bonn-Troisdorf)                                       | 32:33,89 min    |
| Crosslauf Langstrecke, Mannschaftswertung   | LAC Quelle FürthChristoph Herle Günter Zahn Reinhard Leibold                               | Pl.-Ziff. 8       | LG FrankfurtRalf Salzmann Jürgen Dächert Andreas Jost                                        | Pl.-Ziff. 44    | LG Jägermeister Bonn-TroisdorfDetlef Uhlemann Valdur Koha Jürgen Schiffer              | Pl.-Ziff. 51    |

## Medaillengewinnerinnen, Frauen
| Disziplin                                   | Gold                                                                                    | Leistung      | Silber                                                                                        | Leistung      | Bronze                                                                                             | Leistung      |
| ------------------------------------------- | --------------------------------------------------------------------------------------- | ------------- | --------------------------------------------------------------------------------------------- | ------------- | -------------------------------------------------------------------------------------------------- | ------------- |
| 100 m (Wind: +2,5)                          | Monika Hirsch (USC Mainz)                                                               | 11,33 s00     | Heidi-Elke Gaugel (VfL Sindelfingen)                                                          | 11,35 s00     | Ulrike Sommer (LAC Quelle Fürth)                                                                   | 11,46 s00     |
| 200 m (Wind: +1,4)                          | Claudia Steger (LG Bayer Leverkusen)                                                    | 22,95 s00     | Monika Hirsch (USC Mainz)                                                                     | 23,01 s00     | Heidi-Elke Gaugel (VfL Sindelfingen)                                                               | 23,02 s00     |
| 400 m                                       | Ute Finger (OSC Thier Dortmund)                                                         | 52,32 s00     | Birgit Vöcking (LG Bayer Leverkusen)                                                          | 52,52 s00     | Heike Schmidt (TV Voerde)                                                                          | 52,64 s00     |
| 800 m                                       | Margrit Klinger (TV Obersuhl)                                                           | 2:01,68 min   | Petra Kleinbrahm (LG Bayer Leverkusen)                                                        | 2:02,88 min   | Simone Büngener (Sport-Union Annen)                                                                | 2:03,30 min   |
| 1500 m                                      | Brigitte Kraus (ASV Köln)                                                               | 4:10,54 min   | Vera Steiert (ASV Köln)                                                                       | 4:11,08 min   | Birgit Friedmann (Eintracht Frankfurt)                                                             | 4:11,35 min   |
| 3000 m                                      | Birgit Friedmann (Eintracht Frankfurt)                                                  | 8:57,05 min   | Vera Michallek geb. Steiert (ASV Köln)                                                        | 9:02,13 min   | Charlotte Teske geb. Bernhard (ASC Darmstadt)                                                      | 9:05,37 min   |
| 25-km-Straßenlauf                           | Charlotte Teske geb. Bernhard (ASC Darmstadt)                                           | 1:25:44 h BR0 | Christa Vahlensieck geb. Kofferschläger (Barmer TV Wuppertal)                                 | 1:26:18 h0000 | Heidi Hutterer (TG Landshut)                                                                       | 1:27,22 h0000 |
| 25-km-Straßenlauf, Mannschaftswertung       | ASC DarmstadtCharlotte Teske geb. Bernhard Barbara Will Döge                            | 4:49:06 h0000 | LG Jägermeister Bonn-TroisdorfMonika Lövenich geb. Greschner Regina Dietz Mary Christen-Meyer | 4:53:28 h0000 | SCC BerlinEva-Maria Lehmann Christel Heine Carola Grett                                            | 4:55:53 h0000 |
| Marathon                                    | Charlotte Teske geb. Bernhard (ASC Darmstadt)                                           | 2:33:13 h BR  | Christa Vahlensieck geb. Kofferschläger (Barmer TV Wuppertal)                                 | 2:35:27 h0000 | Heidi Hutterer (TG Landshut)                                                                       | 2:43:13 h0000 |
| Marathon, Mannschaftswertung                | VfL WolfsburgLiane Winter Ursula Miehe Renate Nowicki                                   | 9:11:32 h0000 | LG KielCharlotte Hauke Gudrun Salomon Christiane Untiedt                                      | 9:40:06 h0000 | TUSEM EssenGisela Neiß Lieselotte Bremer Ingeborg Zaparty                                          | 9:48:00 h0000 |
| 100 m Hürden (Wind: +3,4)                   | Silvia Kempin geb. Käwel (LG Bayer Leverkusen)                                          | 12,96 s00     | Doris Baum (TK Grevenbroich)                                                                  | 13,08 s00     | Edith Oker (LG Bayer Leverkusen)                                                                   | 13,27 s00     |
| 400 m Hürden                                | Sylvia Nagel (TV Vohenstrauß)                                                           | 58,78 s00     | Regina Westedt (VfL Wolfsburg)                                                                | 59,06 s00     | Silvia Hollmann (OSC Thier Dortmund)                                                               | 59,16 s00     |
| 4 × 100 m Staffel                           | LG Bayer LeverkusenAnke Weigt Claudia Steger Silvia Kempin geb. Käwel Christina Sussiek | 44,48 s00     | OSC Thier DortmundElke Vollmer Sabine Klösters Ute Finger Andrea Niggemann                    | 44,73 s00     | LAV DüsseldorfSabine Everts Anne Griese Doris Hannemann Heike vom Wege                             | 44,84 s00     |
| 4 × 400 m Staffel                           | LG Bayer Leverkusen IClaudia Steger Birgit Vöcking Petra Kleinbrahm Elke Decker         | 3:34,59 min   | LAV DüsseldorfAnne Griese Anka Zelgert Ute Eich Sabine Everts                                 | 3:38,41 min   | LG Bayer Leverkusen IIIris Künstner Marie-Luise Bockelmann Brigitte Koczelnik Christiane Brinkmann | 3:42,92 min   |
| 3 × 800 m Staffel                           | ASV Köln IRoswitha Gerdes Vera Steiert Brigitte Kraus                                   | 6:17,87 min   | ASV Köln IIBirgit Petersen Meyer Sabine Weiß                                                  | 6:26,39 min   | LAC Quelle FürthEvelin Duda Helma Lindner geb. Weigt Brigitte Brückner                             | 6:31,07 min   |
| 5 km Gehen                                  | Ingrid Adam (LAV Düsseldorf)                                                            | 25:57 min00   | Regine Broders (LG Kiel)                                                                      | 26:29 min00   | Brigitte Buck (FC Langenau)                                                                        | 26:31 min00   |
| Hochsprung                                  | Ulrike Meyfarth (LG Bayer Leverkusen)                                                   | 1,91 m        | Brigitte Holzapfel (LG Bayer Leverkusen)                                                      | 1,84 m        | Anne Heitmann (LG Wedel-Pinneberg)                                                                 | 1,84 m        |
| Weitsprung                                  | Christina Sussiek (LG Bayer Leverkusen)                                                 | 6,81 m        | Karin Hänel (ASV Köln)                                                                        | 6,69 m        | Anke Weigt (LG Bayer Leverkusen)                                                                   | 6,57 m        |
| Kugelstoßen                                 | Eva Wilms (LAC Quelle Fürth)                                                            | 16,63 m       | Jutta Weide (LG Baden-Baden)                                                                  | 15,95 m       | Birgit Petsch (LG Bayer Leverkusen)                                                                | 15,94 m       |
| Diskuswurf                                  | Ingra Manecke (LAC Quelle Fürth)                                                        | 59,18 m       | Doris Gutewort (OSC Berlin)                                                                   | 56,48 m       | Barbara Beuge (OSC Berlin)                                                                         | 53,70 m       |
| Speerwurf                                   | Ingrid Thyssen (LG Bayer Leverkusen)                                                    | 60,72 m       | Beate Peters (OSC Thier Dortmund)                                                             | 56,98 m       | Monika Fuchs (LG Eckental)                                                                         | 56,62 m       |
| Siebenkampf                                 | Sabine Everts (LAV Düsseldorf)                                                          | 6357 P BR     | Ute Rompf (TV 1885 Haiger)                                                                    | 6172 P        | Monika Krolkiewicz (LG Süd Berlin)                                                                 | 5857 P        |
| Siebenkampf, Mannschaftswertung             | LAV DüsseldorfSabine Everts Marita Feller Christa Mühlemeyer                            | 17.538 P000   | LG Bayer LeverkusenIna Losch Dagmar Schenten Iris Künstner                                    | 15.747 P      | USC MainzBirgit Dressel Monika Stahl Becker                                                        | 15.462 P      |
| Crosslauf Mittelstrecke – 4600 m            | Brigitte Kraus (ASV Köln)                                                               | 14:51,82 min  | Vera Steiert (ASV Köln)                                                                       | 15:03,15 min  | Maria Mödl (MTV Ingolstadt)                                                                        | 15:20,90 min  |
| Crosslauf Mittelstrecke, Mannschaftswertung | ASV KölnBrigitte Kraus Vera Steiert Sabine Weiß                                         | Pl.-Ziff. 9   | TuS IserlohnHeike Pullack Alexandra Sünning Musiol                                            | Pl.-Ziff. 51  | LSG AalenSusanne Christ Traudel Christ Hänle                                                       | Pl.-Ziff. 52  |
| Crosslauf Langstrecke – 6300 m              | Monika Lövenich geb. Greschner (LG Jägermeister Bonn-Troisdorf)                         | 21:08,91 min  | Charlotte Teske geb. Bernhard (ASC Darmstadt)                                                 | 21:20,16 min  | Christa Vahlensieck geb. Kofferschläger (Barmer TV Wuppertal)                                      | 21:22,79 min  |
| Crosslauf Langstrecke, Mannschaftswertung   | ASC DarmstadtCharlotte Teske geb. Bernhard Barbara Will Döge                            | Pl.-Ziff. 24  | LG Jägermeister Bonn-TroisdorfMonika Lövenich geb. Greschner Regina Dietz Heide Brenner       | Pl.-Ziff. 26  | LG DJK Düsseldorf/NeussThurn Rintelen Heymann                                                      | Pl.-Ziff. 47  |